# Истовер (Јужна Каролина)
Истовер (енгл. Eastover) град је у америчкој савезној држави Јужна Каролина.

## Демографија
По попису из 2010. године број становника је 813, што је 17 (-2,0%) становника мање него 2000. године.
| Група             | 2000.       | 2010.       |
| Белци             | 56 (6,7%)   | 40 (4,9%)   |
| Афроамериканци    | 767 (92,4%) | 759 (93,4%) |
| Азијати           | 1 (0,1%)    | 0 (0,0%)    |
| Хиспаноамериканци | 2 (0,2%)    | 9 (1,1%)    |
| Укупно            | 830         | 813         |